# Bridge City (Louisiana)
Bridge City és una població dels Estats Units a l'estat de Louisiana. Segons el cens del 2000 tenia 8.323 habitants.

## Demografia
Segons el cens del 2000, Bridge City tenia 8.323 habitants, 2.834 habitatges, i 2.122 famílies. La densitat de població era de 735,4 habitants/km².
Dels 2.834 habitatges en un 39,2% hi vivien nens de menys de 18 anys, en un 40,2% hi vivien parelles casades, en un 28,6% dones solteres, i en un 25,1% no eren unitats familiars. En el 20,5% dels habitatges hi vivien persones soles el 5,9% de les quals corresponia a persones de 65 anys o més que vivien soles. El nombre mitjà de persones vivint en cada habitatge era de 2,87 i el nombre mitjà de persones que vivien en cada família era de 3,32.
Per edats la població es repartia de la següent manera: un 34% tenia menys de 18 anys, un 10,2% entre 18 i 24, un 27,1% entre 25 i 44, un 20,8% de 45 a 60 i un 8% 65 anys o més.
L'edat mediana era de 30 anys. Per cada 100 dones de 18 o més anys hi havia 83,3 homes.
La renda mediana per habitatge era de 23.002 $ i la renda mediana per família de 25.620 $. Els homes tenien una renda mediana de 28.329 $ mentre que les dones 18.350 $. La renda per capita de la població era de 10.333 $. Entorn del 28,8% de les famílies i el 32% de la població estaven per davall del llindar de pobresa.

## Poblacions més properes
El següent diagrama mostra les poblacions més properes.